# Schicksalsanalyse
Die Schicksalsanalyse versteht sich als eine Schule der Tiefenpsychologie. Sie wurde von Leopold Szondi begründet und vertritt die Hypothese, dass die Biographie eines Menschen unbewusst durch ein (erblich bestimmtes) familiäres Unbewusstes gesteuert wird.
Nach Szondi ist die Schicksalsanalyse eine tiefenpsychologische Methode, welche das gesamte Schicksal einer Person analysiert; mit ihrer Hilfe soll die Wahl von Zuneigung und Beruf, aber auch von Krankheit und Tod analysiert werden können.
Die wichtigsten Hilfsmittel in einer Schicksalsanalyse sind:
- der Familienstammbaum
- der Szondi-Test
- die Ahnenträume

Wie Sigmund Freud betrachtete auch Szondi alle Träume als „Via Regia zum Unbewussten“. In der Schicksalsanalyse ist jene besondere Art von Träumen von Bedeutung, welche Szondi als „Ahnenträume“ bezeichnete. Diese Träume stammen aus dem so genannten „Familiären Unbewussten“ (Szondi). Erstaunlich ist, dass schon Sigmund Freud auf diese speziellen Träume hinwies: „Darüber hinaus bringt der Traum Inhalte zum Vorschein, die weder aus dem reifen Leben noch aus der vergessenen Kindheit des Träumers stammen können. Wir sind genötigt, sie als Teil der archaischen Erbschaft anzusehen, die das Kind, durch das Erleben der Ahnen vor jeder eigenen Erfahrung mit sich auf die Welt bringt“. (S. Freud, GW, Imago Publ. Co. Ltd. London, Band XVII, S. 89) In seinen späten Lebensjahren hatte Sigmund Freud noch einmal auf die große Bedeutung des Erbes im Schicksal des Einzelnen hingewiesen. Er schrieb:  „Die Annahme von Erbspuren im Es ändert sozusagen unsere Ansicht darüber.“ (S. Freud, GW, Schriften aus dem Nachlass, Band XVII, Seite 151)